# 솔로몬과 시바의 여왕
솔로몬과 시바의 여왕(Solomon And Sheba)은 미국에서 제작된 킹 비더 감독의 1959년 드라마, 멜로/로맨스, 전쟁 영화이다. 율 브린너 등이 주연으로 출연하였고 테드 리치몬드 등이 제작에 참여하였다.

## 출연

### 주연
- 율 브린너
- 지나 롤로브리지다

### 조연
- 조지 샌더스
- 마리사 파밴
- 데이빗 파라
- 존 크로포드
- 핀레이 커리
- 해리 앤드류즈
- 조시 니에토
- 마루치 프레스노
- 윌리엄 데블린
- 잭 그윌림
- 장 앤더슨
- 로렌스 네스미스
- 줄리오 페나

## 제작진
- 의상: 랠프 제스터